# ترینیداد جیمز
ترینیداد جیمز (انگلیسی: Trinidad James؛با نام اصلی نیکولاس جوزف ویلیامز زادهٔ ۲۳ سپتامبر ۱۹۸۷) یک موسیقی‌دان اهل ایالات متحده آمریکا است. وی از سال ۲۰۱۱ میلادی تاکنون مشغول فعالیت بوده‌است.